# Picture to Burn
Picture to Burn è una canzone della cantante statunitense country pop Taylor Swift, estratta come quarto singolo dal suo album di debutto Taylor Swift. Il singolo è stato pubblicato il 29 gennaio 2008 dall'etichetta discografica Big Machine Records.
Per aver venduto più di un milione di copie, il singolo è stato certificato disco di platino negli Stati Uniti.

## Tracce
Maxi CD singolo (Stati Uniti)
1. Picture to Burn (modifica radiofonica) 2:55
2. Picture to Burn (versione originale) 2:57
3. I'm Only Me When I'm with You 3:36

## Classifiche
| Classifica (2008)     | Posizione massima |
| --------------------- | ----------------- |
| Canada                | 48                |
| Stati Uniti           | 28                |
| Stati Uniti (Country) | 3                 |